# Frederiksdorp
Frederiksdorp is een vakantieressort en een voormalige koffie- en cacaoplantage aan de noordoostelijke oever van de Commewijnerivier in het district Commewijne in Suriname. Het ligt in de buurt van de plantages Guadeloupe, Buitenrust en Johan & Margaretha.

## Geschiedenis

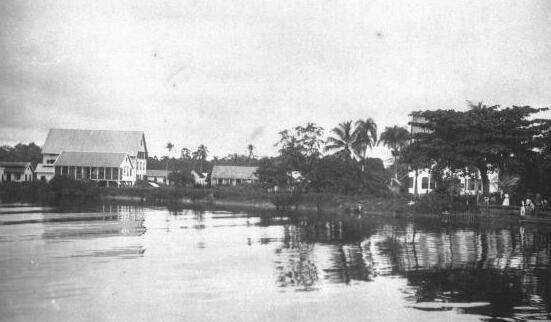
Frederiksdorp tussen 1880 en 1900

De plantage was 500 akkers groot en werd in 1747 gesticht door Johan Friederich Knöffel uit Pruisen. De bijnaam van de plantage, Knofroe, is een verwijzing naar de eigenaar. Hij had ook de plantages Buitenrust en Johan & Margaretha in het bezit. Drie jaar na zijn overlijden in 1768 breidden zijn erfgenamen de plantage uit met 225 akkers tot 500 akkers (215 hectare). Er werd koffie en katoen verbouwd.
In 1842 werd Frederiksdorp overgenomen door Alexander Ferrier en Th. Buttler Parry. Zij bezaten ook de plantage Alkmaar aan de andere zijde van de rivier. Er stonden in deze periode weinig slaven bij Frederiksdorp ingeschreven, wat er mogelijk op wijst dat ze te werk waren gesteld op Alkmaar, waar rond de afschaffing van de slavernij in 1863 juist veel slaven werkzaam waren. Bij de emancipatie werden op Frederiksdorp veertien nieuwe familienamen geboekstaafd. 
Inmiddels werden er De cacaobonen verbouwd. In 1905 kwam daar een eind aan door de krullotenziekte. Na een veiling ging het bezit van de plantage over naar de gebroeders Moll. Er werd weer overgeschakeld op de koffieteelt. De plantage raakte echter verwaarloosd, wat ook na verkoop in 1943 niet verbeterde.

## Restauratie
In 1976 werd de plantage gekocht door de Nederlander Ton Hagemeijer (1942-2025), die met een Surinaamse getrouwd was. Hij restaureerde Frederiksdorp en maakte er een van de meest gewilde toeristenplaatsen in het district van. Zij hielden zich aanvankelijk bezig met veeteelt en landbouw. Met Nederlandse financiële steun restaureerden zij de plantagegebouwen. Deze werden rond het jaar 2000 geschikt voor toerisme. In 2004 werd de plantage uitgeroepen tot monument buiten Paramaribo.

## Resort Frederiksdorp
In 2016 werd Frederiksdorp overgenomen door nieuwe eigenaren en ingericht voor internationaal toerisme. Behalve de historische woningen kwamen er nieuw gebouwde modern ingerichte cabana's in een sinaasappel boomgaard. Ook kwam er een zwembad, een groot pooldek, een loungebar, verhuur van fietsen, kano's en paddle boards. Mede-eigenaar en directeur Sirano Zalman bundelde alle toeristische initiatieven op de rechteroever en maakte van Frederiksdorp ook een educatief centrum, waar heden en verleden verbonden worden. Er kwam in samenwerking met bewoners uit de omliggende dorpen een excursieaanbod naar geheel Commewijne. In 2017 bundelde Frederiksdorp alle dorpen aan de rechteroever van de Commewijnerivier in het 'Noord Commewijne Toerisme Cluster' om de ontwikkeling van het toerisme in het gebied te stimuleren. In 2020 werd de website 'Het geheugen van Noord-Commewijne' geopend, met verhalen van bewoners uit het hele gebied. In 2021 zijn het Verhalenmuseum en de Bonitrail geopend. De Bonitrail is een openluchtmuseum over de strijd van Boni tegen de slavernij en in 2023 uitgebreid met geluid. In 2025 is in samenwerking met het Amsterdam Museum op Frederiksdorp het dioramamuseum geopend. Frederiksdorp heeft 5 fulltime gidsen in dienst die gasten begeleiden tijdens natuur-, cultuur- en historische excursies.

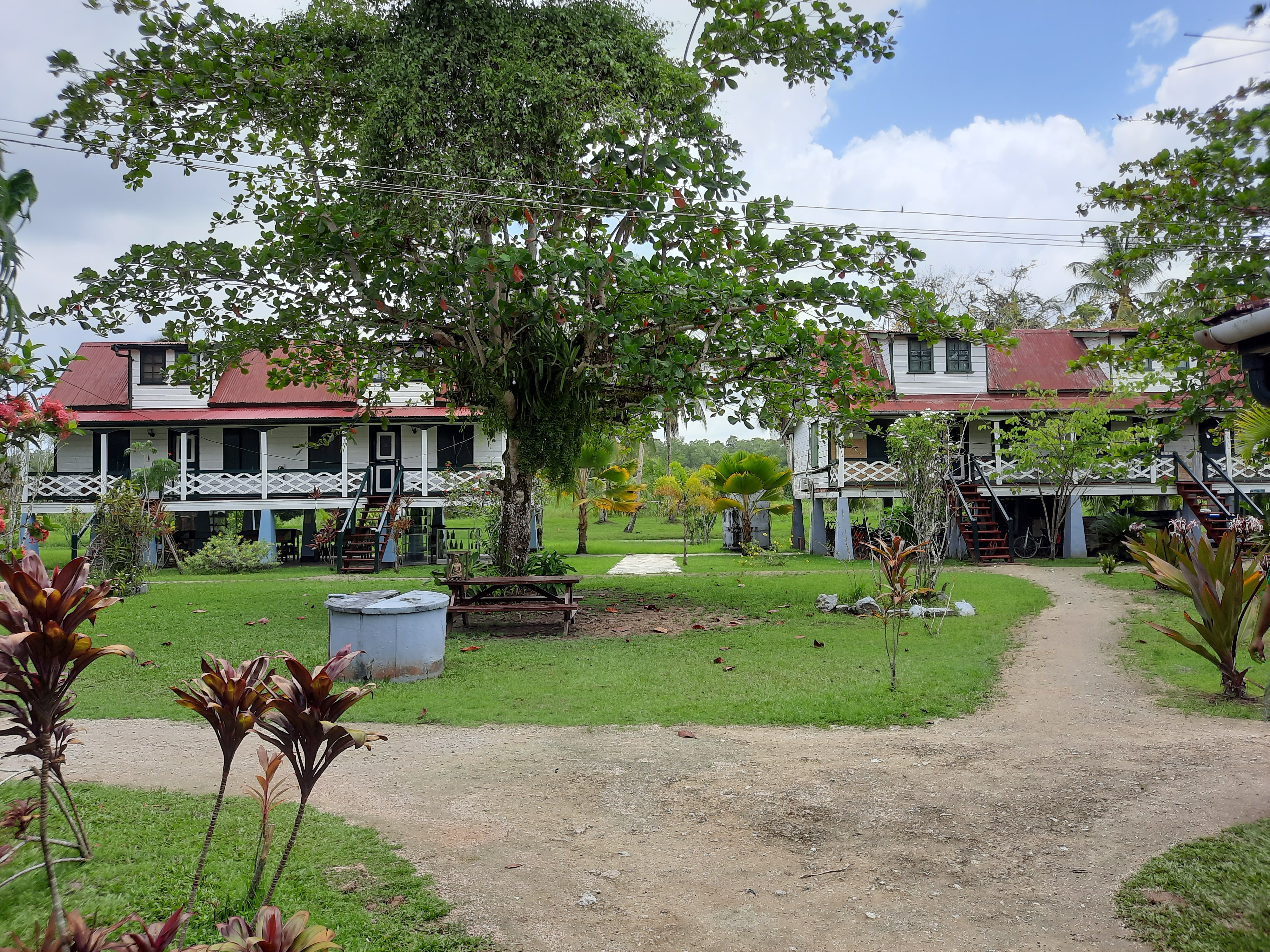
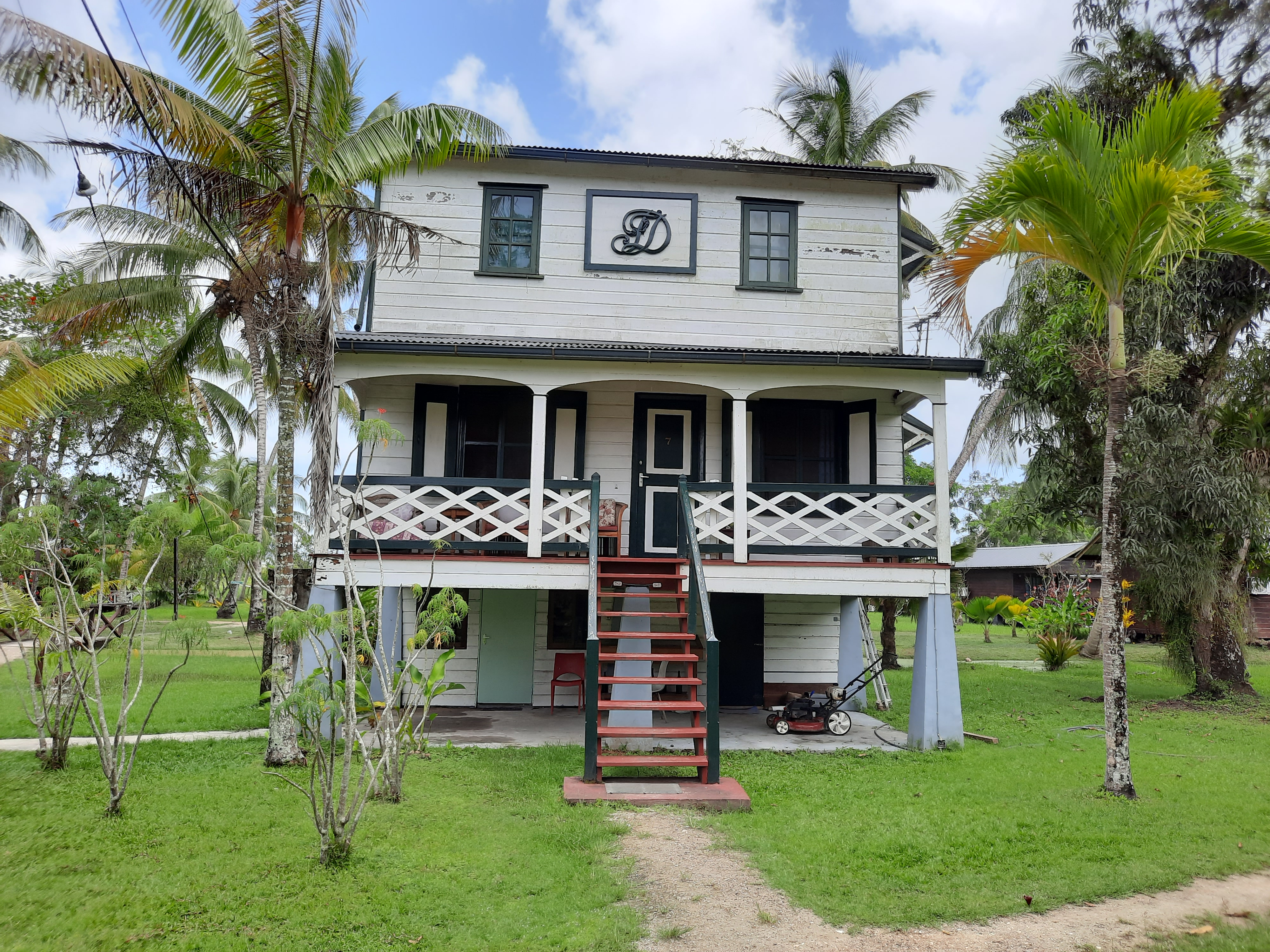
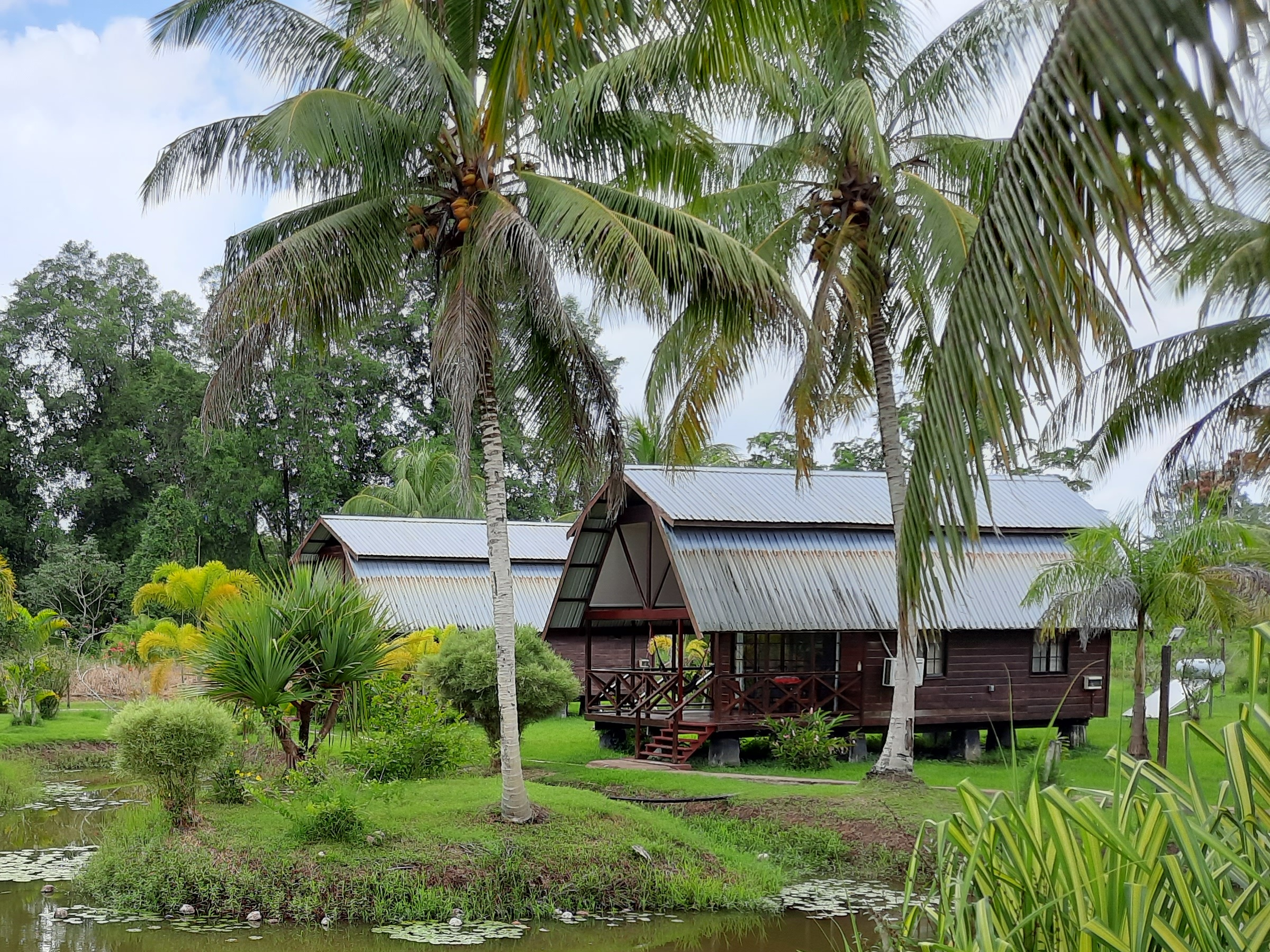
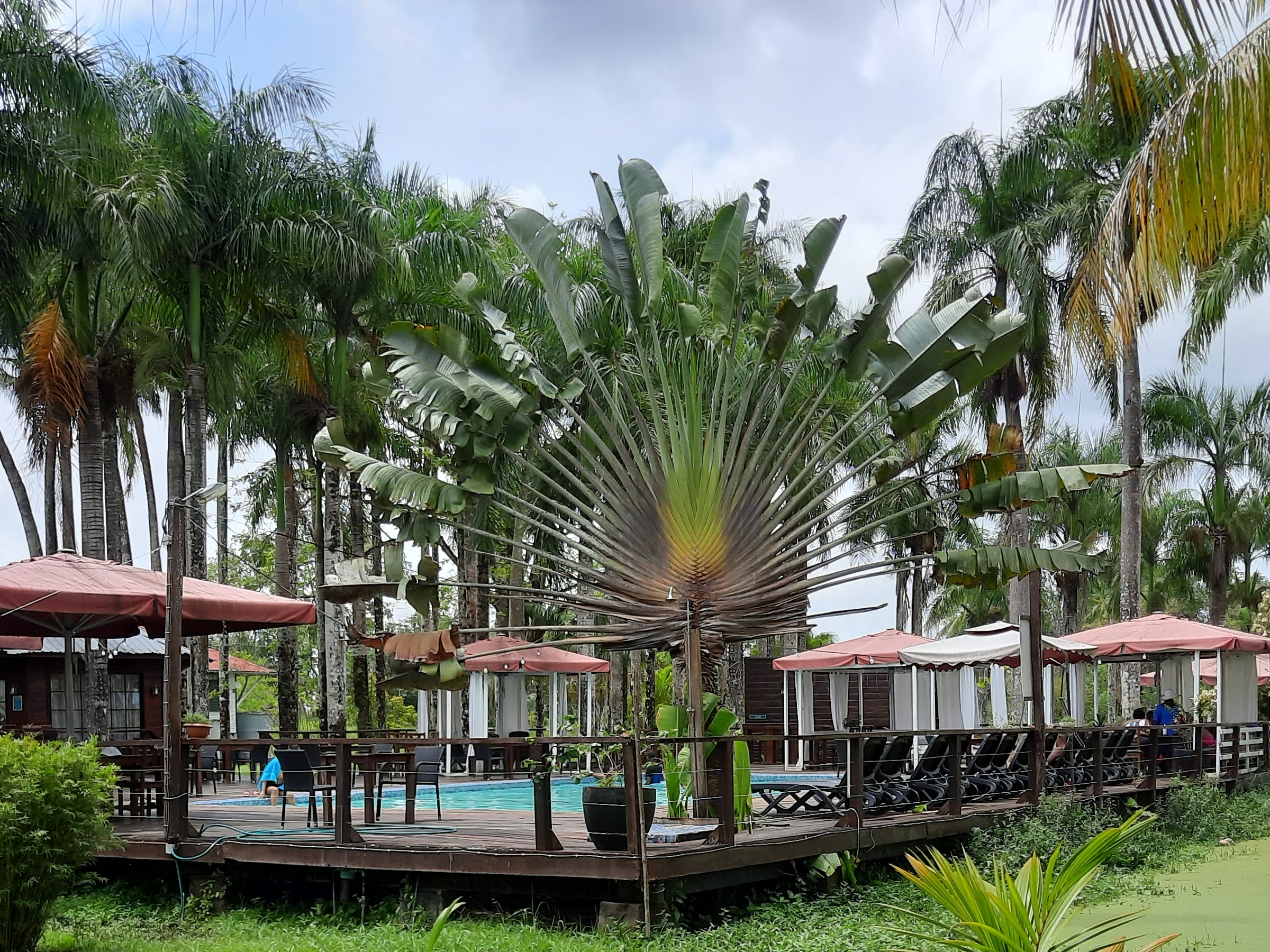

## Verhalenmuseum en Boni trail

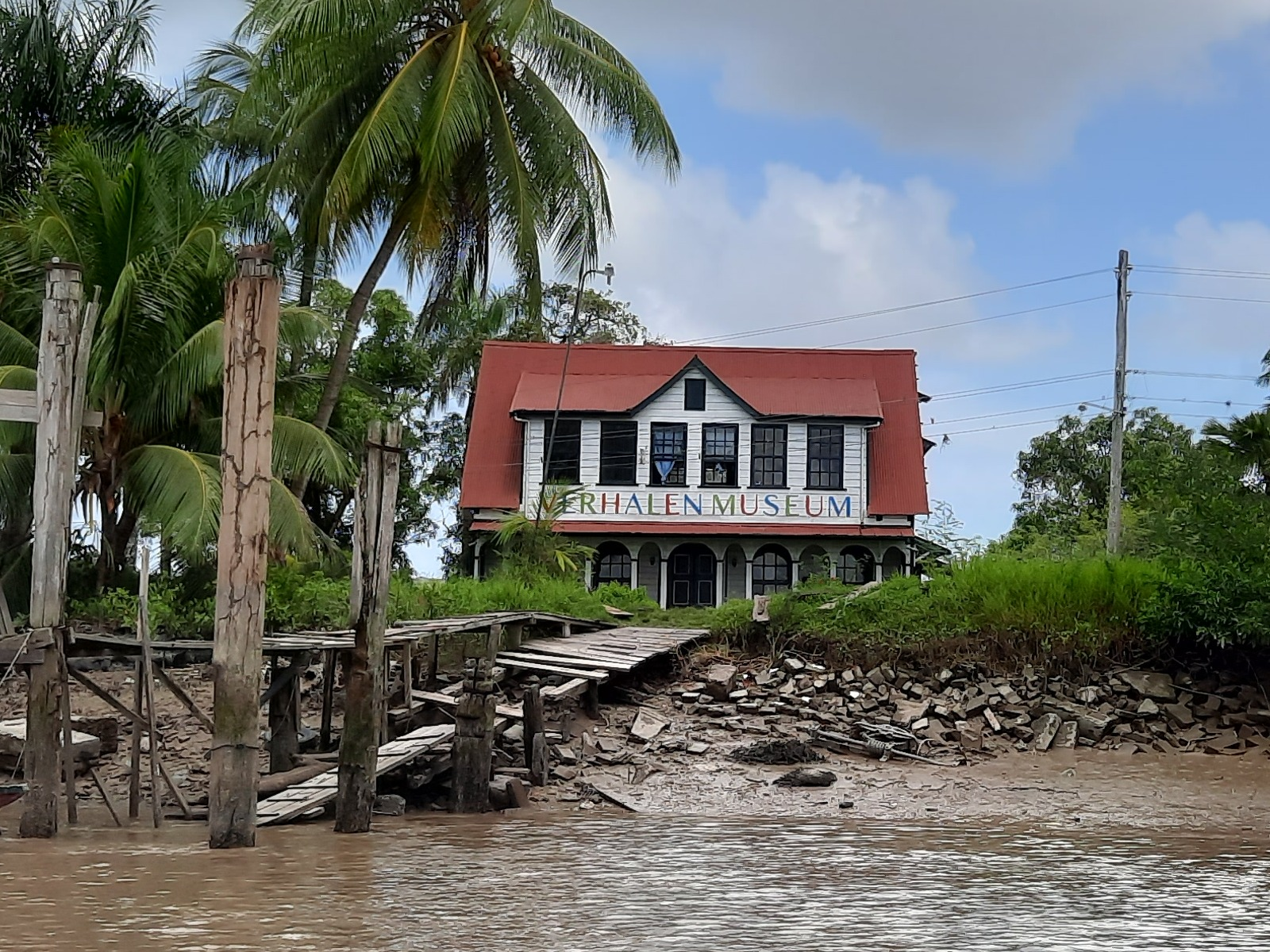
Het Verhalenmuseum

In 2022 werd op Frederiksdorp met steun van het twinningsproject 'Het geheugen van Noord-Commewijne' het Verhalenmuseum geopend. Daarnaast kwam er de 'Boni trail'. In het Verhalenmuseum worden persoonlijke verhalen van het dagelijkse leven door inwoners van Noord-Commewijne verteld. Er zijn verschillende zalen ingericht, waaronder een mangroveboshoek, een winkel, de cultuurhoek, de wolken kamer, de portretten galerij  en een bibliotheek/studiezaal. De Boni Trail vertelt het verhaal van de slavernij vanuit het leven van de 18e-eeuwse vrijheidsstrijder Boni langs een speciaal hiervoor uitgekapt wandelpad in het plantagebos. Het pad leidt langs stations met geluidsfragmenten en verhalen over de trans-Atlantische oversteek, de verkoop op de slavenmarkt, het leven op de plantage, de straffen op de plantage, de vlucht van de plantage, het leven en de strijd van Boni en zijn dood in 1793. Het laatste station is een bezinnings- en discussiestation. Een vrijwillig onderdeel voor bezoekers is het gebrandmerkt worden (met stempelinkt). De bedoeling is dat men zo dichter bij het gevoel komt van de slaafgemaakten bij hun ontvoering en de strijd tegen slavernij.
Op 14 augustus 2022 bezocht een delegatie van Nederlandse Tweede Kamerleden Frederiksdorp in voorbereiding op een mogelijk aanbieden van regerings-excuses voor het slavernijverleden. Zij deelden hun reisverslag met het kabinet-Rutte IV.
A la bonne heure · Anna's Zorg · Akkerboom · Alliance · Alkmaar · Andresa · Auka · Andreesgift · Bantaskine · Barbados · Batavia · Beekenhorst · Belladrum · Bellevue · Belwaarde · Beninenburg · Berg en Dal · Bergen op Zoom · Berlijn (Commewijne) · Berlijn (Para) · Bethlehem · Boksweide · Boston · Botany Bay · Boxel · Bronswijk · Brouwerslust · Bruinendaal · Bucklebury · Buitenrust · Burnside · Cadrosspark · Caledonia · Campenburg · Cannewapibo · Catharina Sophia · Clevia  · Cliffort-Kokshoven · Clyde · Concordia · Concordia en een Kwart Lot · Courcabo · De Dageraad · De Goede Vriendschap · De Resolutie · De Vier Hendrikken · Diamond · Dijkveld · Domburg · Dordrecht · Eendragt · Elisabeth's Hoop · Ellen · L'Espérance (Nickerierivier) · L'Espérance (Surinamerivier) · Esthersrust · Fairfield · Fortuin · Flora · Florentia · Frederiksburg · Frederiksdorp · Frederikslust · Geertruidenberg · Geyersvlijt · Glensander · Gloria · Groot Chatillon · Groot Marseille · Guadeloupe · Haarlem · Hague · Hamburg · Hamilton · Hamptoncourt · Hannover · Hazard · Hebron · Hecht en Sterk · Hildesheim · Hooyland · Hope · Houttuin · Huntly · Huwelijkszorg · Inverness · Jagtlust · Jodensavanne · Johan & Margaretha · Johanna Catharina · Johanna Maria · Johannesburg · John · Katwijk · Kent · Kerkshoven · Killenstein · Klein Bellevue · Kleinhoop · Krappahoek · Kroonenburg · Kwatta · La Jalousie · La Prosperité · La Rencontre · La Ressource (Saramacca) · La Ressource (Surinamerivier) · La Singularité · Laarwijk · Leasowes · Leliëndaal · Leonsberg · Livorno · Longmay · Lunenburg · Lust en Rust · Lustrijk · Maasstroom · Margarethenburg · Maria Petronella · Mariënbosch · Mariënburg · Margaretha's Gift · Mary's Hope · Meerzorg · Merveille · Moed en Kommer · Mon Bijou · Mon Souci · Mon Trésor · Monnikendam · Mopentibo · Morgenster · Moy · Nieuw Mocha · Nieuwzorg · Nieuwe Aanleg · De Nieuwe Grond · Nijd en Spijt · Novar · Nursery · Nut en Schadelijk · Onoribo · Onverwacht · Oranibo · Ornamibo · Overbrug · Overtoom 
· Oxford · Palestina · Paradise · Persévérance · Petersburg · Picardië · Peperpot · Pieterszorg · Plaisance · Poelwijk · Potosie · La Prevoyance · Purmerend · Reijnsdorp · Reijnsfort · Rijnberk · Roosenburg · Rorac · Rust en Werk · Rustenburg · Saltzhalen · Sans Souci · Saphir · Sarah · Sardam · Schaapstede · Schoonoord · Sinabo en Gelre · Sint Barbara · Sint Eustatius · Slootwijk · Sorgvliet · Spieringshoek · Standvastigheid · Suidwijn · Suzanna's Daal · Toevlugt (Surinamerivier) · Tout Lui Faut · Toledo · Totness · Tyronne · 't Vertrouwen · Victoria · Vierkinderen · Visserszorg · Voorburg · Voorzorg (Saramacca) · Vossenburg · Vredenburg · Vriendsbeleid en Ouderzorg · Vreeland · Waltonhall · Waldijk · Waterloo · Wederzorg · Welbedacht · Welgelegen (Commewijne) · Welgelegen (Coronie) · Welgevallen · Weltevreden · Wolffs Capoerica · Wolfenbüttel · 't Ylant · Zoelen · Zorg en Hoop (hout) · Zorg en Hoop (indigo) · Zorg en Hoop (katoen) · Zorg en Hoop (suiker)